# Emmy Albus
Emmy Albus-Liersch, nemška atletinja, * 13. december 1911, Wuppertal, Nemško cesarstvo, † 20. september 1955, Berlin, Nemčija.
Nastopila je na poletnih olimpijskih igrah leta 1936 ter osvojila šesto mesto v teku na 100 m. Na evropskih prvenstvih je osvojila naslove prvakinje v štafeti 4×100 m leta 1938. Leta 1936 je z nemško reprezentanco dvakrat postavila svetovni rekord v štafeti 4 x 100 m.